# Patriarchát v Gradu
Patriarchát v Gradu je titulární diecéze římskokatolické církve na území Itálie.

## Historie
Grado bylo starým přístavem Aquileie, kam akvilejský patriarcha Paulinus v 6. století přenesl své biskupské sídlo a kde byl prohlášen za patriarchu. V roce 607 byl patriarchát zdvojen v důsledku schizmatu, ale po vyřešení schizmatu zůstaly patriarchální diecéze odděleny. Pod patriarchát v Gradu spadaly diecéze v Istrii a v Benátském vévodství. Od roku 1105 patriarchové trvale sídlili v Benátkách, kde byl sídelním kostelem tamní chrám sv. Silvestra. Roku 1451 papež Mikuláš V. gradský patriarchát zrušil a titul patriarchy byl přenesen na patriarchu benátského. Dnes je gradský patriarchát titulárním arcibiskupstvím.